# Dioula (peuple)
Pour les articles homonymes, voir Dioula.
Le Dioula est une ethnie itinérante originaire de l'empire mandingue qui s'étendait principalement au Burkina Faso, en Côte d'Ivoire[réf. nécessaire] et au Ghana, dans une zone correspondant à l'ancienne aire d'influence du Mandé, dont ils sont originaires. Ils ont joué un rôle important dans la diffusion de l'islam en Afrique occidentale

## Dénominations
Le terme dioulaya dont dérive « dioula » désigne l'activité commerciale. 
Selon les sources, on a de multiples autres variantes de leur nom : 
- Dabakala, Dabakara, Diouala, Diula, Djula, Doula, Duala, Dualas, Dyoula, Dyoulas, Dyoura, Dyulake, Dyulanke, Jula, Julas, Juula,
- Wangara et Wankara[3].

Ils ne doivent pas être confondus avec les Diolas.

## Langue
Leur langue, le dioula, est mandingue. Il s'agit d'une langue, qui est souvent assimilée au dioula (tagboussi) par les peuples non mandingues, qui est elle dérivée du bambara et du malinké pour faciliter les échanges. 
Elle est parfois confondue avec le diola qui n'est pas mandingue, mais bak
Il existe plusieurs autres parlers désignés sous le nom de dioula : parmi eux, les parlers transitionnels du nord-ouest de la Côte d'Ivoire, bien qu'associés au dioula, présentent de nombreux liens de parenté avec le groupe du Maninkakan de l'Est et y sont parfois inclus. 

## Histoire

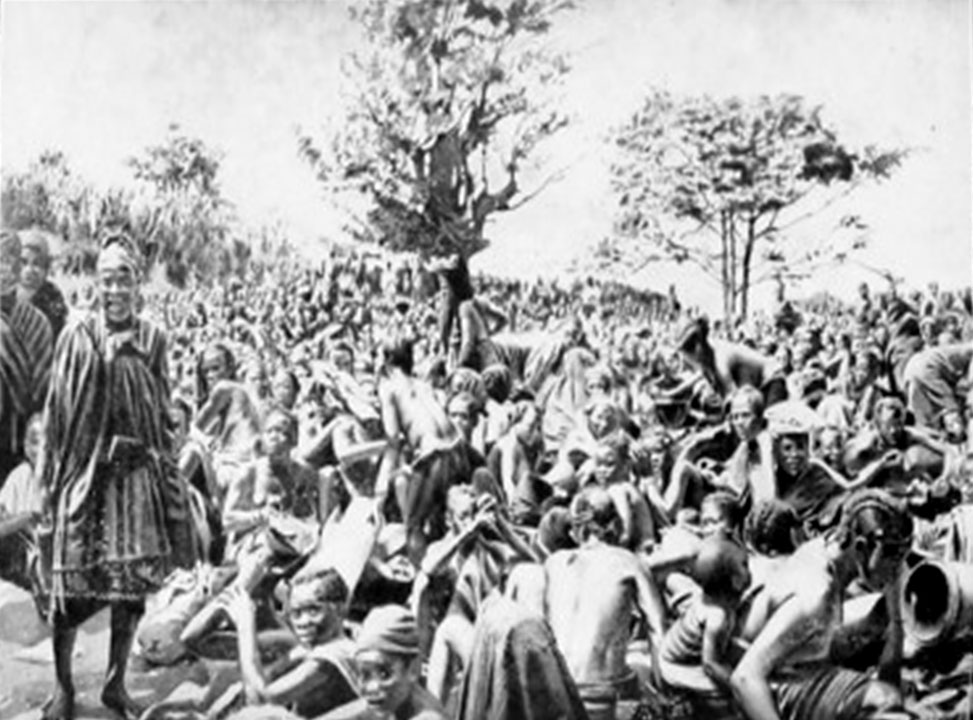
Le marché de Té en pays dioula (1899).

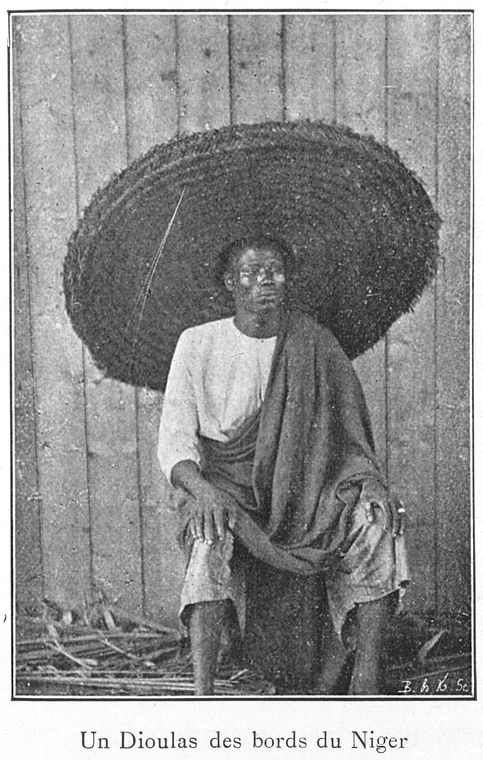
Un Dioula des bords du Niger (1900).

(août 2012).

### Origine
Les commerçants arabo-berbères musulmans venus d'Afrique du Nord et du Proche-Orient par les voies transsahariennes se sont trouvés en contact avec la noblesse mandée, qui s'est rapidement convertie à l'islam afin d'éviter l'asservissement et conserver ses privilèges : il se forma ainsi une élite de commerçants islamisés qui servirent d'intermédiaires entre les populations ayant conservé leurs religions traditionnelles africaines, et les commerçants arabo-berbères. Ces intermédiaires mandés étaient désignés par le mot Dioulas, qui signifie « commerçants » en mandingue.
Originaires de la région du Manden, ils adoptèrent le mode de vie nomade des riches marchands caravaniers ambulants et se répandirent, d'ouest en est, du Mali et du nord au sud, du Sahel aux forêts de Côte d'Ivoire, établissant de solides réseaux commerciaux,,, à travers l'Afrique de l'Ouest et faisant des langues mandingues des langues véhiculaires.
Étant parmi les premiers Africains à adopter l'islam, ils furent aussi, avec les Toucouleurs du royaume du Tekrour, les plus premiers propagateurs de cette religion en Afrique, avec un certain succès car le Coran interdit d'asservir un coreligionnaire - et se convertir devenait donc le plus sûr moyen d'échapper à la traite négrière,,,.
Les Dioulas vivaient presque exclusivement du commerce, notamment dans l'Empire de Bégho, les royaumes du Gondja et du Gwirikô (avec comme capitale Sya devenue Bobo-Dioulasso, où régna la dynastie Dioula des Wattara, commandée par Famanga Wattara, frère de Seko Wattara, en graphie française Sékou Ouattara).
En Afrique de l'Ouest, les Dioulas détenaient la plupart des marchés, contrôlant la vente de produits comme l'or, le sel, la kola, les armes blanches et les armes à feu, le tissu (en particulier pour la confection des boubous) et divers produits agricoles.
Les Dioulas sont majoritairement implantés au Mali, en Côte d'Ivoire et au Burkina Faso. En Côte d'Ivoire, tout Mandingue pratiquant le commerce était nommé « Dioula ». 
En Afrique de l'Ouest, à part les Dioulas, les Wolofs et les Haoussas sont les principaux autres groupes commerçants.

### Le complexe Kong-Bobo-Dioulasso
Le complexe Kong-Bobo-Dioulasso peut être considéré comme le centre de la construction identitaire (ou ethnogénèse) du territoire dioula en Afrique de l'Ouest. Kong, dans le nord-ouest de l'actuelle Côte-d'Ivoire, est un ancien royaume d'Afrique de l’Ouest situé dans le bassin hydrographique de Bandama-Comoé, favorisant les courants migratoires de cette région, qui dès le XIe siècle développa le commerce d'or, fer, sel, bois, peaux et esclaves avec le Maghreb.
Au XVIIIe siècle, Kong devient la capitale du royaume dioula fondé en 1710 par Sékou Ouattara qui, pour propager l'islam dans son royaume, y fit détruire les effigies, lieux sacrés, temples et sanctuaires des religions traditionnelles africaines. Parallèlement, il fit adopter le dioula comme langue véhiculaire. Voulant étendre son pouvoir, Sékou Ouattara convoite la ville de Bobo-Dioulasso située au sud de l'actuel Burkina Faso, carrefour privilégié pour le commerce (commerces de la kola, du sel gemme, de chevaux et de l'or) qui représente un « débouché naturel des richesses du Sahara ».
Famagan Ouattara, frère de Sékou, intègre la ville de Bobo-Dioulasso à l'empire de Kong en 1737-38, qui dès lors s'agrandit du territoire du Gwiriko (ou Gouyrikou) comprenant la rive droite de la Volta noire, le pays Bouaba et le Siamou. « Au milieu du XVIIIe siècle, les Watara contrôlent toutes les routes commerciales depuis Djenné au nord jusqu'à Grumanya au sud. »
Sékou meurt en 1745, laissant le trône à son fils Samanogo (ou Samanogou) qui sera déposé par son frère Koumbi trois ans plus tard. Sous le règne de Koumbi, la ville de Kong voit la fondation de plusieurs académies islamiques et s'élever de nouvelles mosquées et autres lieux de culte, ainsi que des bibliothèques. L'historien Joseph Ki-Zerbo considère le Gwiriko comme l'Empire dioula des Ouattara. Après la mort de Koumbi en 1770, l'empire Kong va connaitre de nombreux tumultes, dont des épidémies provoquant des famines, ainsi que l'avancée des Français qui déstabilise la région. Mais c'est l'assaut destructeur de Samory Touré en 1897, qui rasant la ville et tuant la majeure partie de sa population, détruira l'empire de Kong.

#### Réaménagements territoriaux
L'invasion coloniale et la prise de Kong par Samory Touré en 1896 fragmentent le monde dioula qui se voit partagé par les nouvelles frontières issues de la démarcation coloniale française de L'A.O.F. établies par le décret du 17 octobre 1899 (Sénégal, Soudan français, Guinée, Côte d'Ivoire et Haute-Volta). Le complexe Kong-Bobo-Dioulasso éclate : Kong fera partie de la Côte d'Ivoire, alors que Bobo-Dioulasso fera d'abord partie du Soudan français pour ensuite se situer en Haute-Volta devenue le Burkina-Faso.
Ces partages arbitraires de l'administration coloniale ont alimenté l'un des problèmes récurrents de l'Afrique post-coloniale, à savoir « la difficulté à faire coïncider les nouvelles frontières avec des groupes ethniques à cheval sur plusieurs territoires ». Les Dioulas se seraient dès lors concentrés à Bobo-Dioulasso où la lignée des Ouattara exerça encore un temps son influence jusqu'à ce que l'administration française procède à son affaiblissement vers 1915. « Cette politique de substitution, qui crispa les relations entre les chefs Ouattara et l'administration française, fut en réalité la réponse au danger que représentait l'existence d'une multitude de princes issus de la descendance de Sékou Ouattara. » Pour cette période, les historiens disposent en majeure partie de sources européennes : comme le souligne ici l'historien Georges Niamkey-Kodjo, « ces sources permettent de comprendre l'intérêt commercial et stratégique que représentait la ville de Kong pour la politique française en Afrique occidentale à la fin du XIXe siècle, politique qui visait d'une part, à relier le Soudan au golfe de Guinée et d'autre part, à éliminer Samory Touré qui constituait un frein au dessein français. »

#### Dioulas au cœur de la crise de l'«ivoirité»

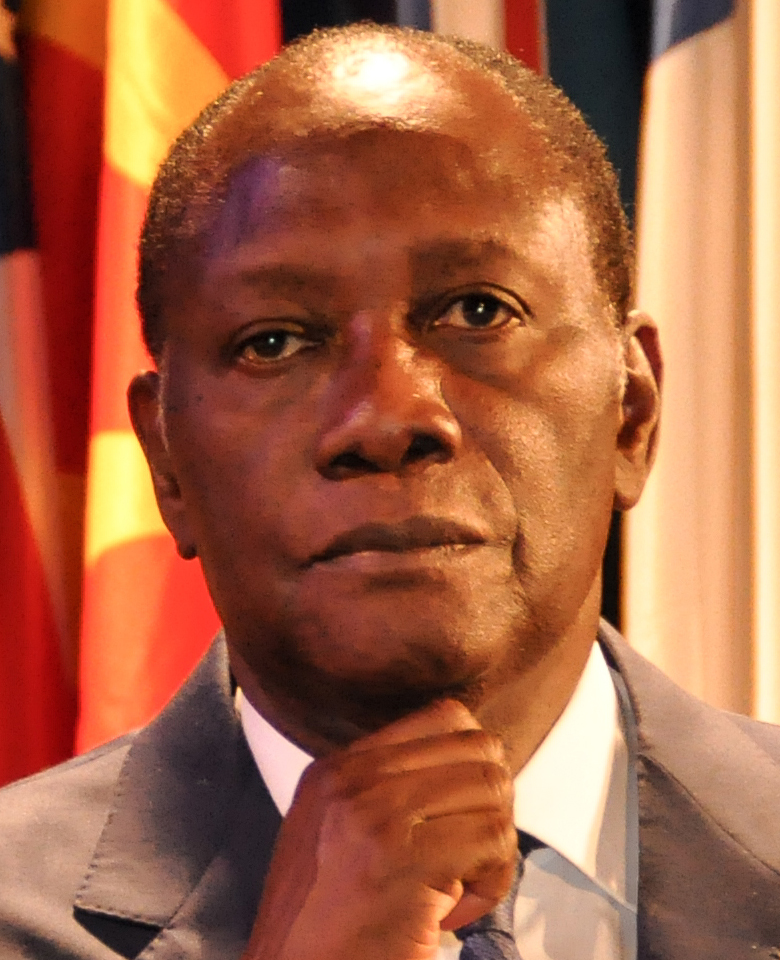
Alassane Ouattara en 2011, élu président de la Côte d'Ivoire.

Cet espace identitaire dioula dans lequel la lignée des Ouattara exerce un fort ascendant constitue l'un des ferments de la crise de l'« ivoirité » déclenchée par la remise en question de la légitimité ivoirienne de l'aspirant au pouvoir Alassane Ouattara en 1995. Le néologisme «ivoirité » est employé par l'autre aspirant à la présidence Henri Konan Bédié, dans son discours programme, ; « Ce que nous poursuivons, c’est bien évidemment l’affirmation de notre personnalité culturelle, l’épanouissement de l’homme ivoirien dans ce qui fait sa spécificité, ce que l’on peut appeler son ivoirité. » et qui devient le déclencheur d’une redoutable crise identitaire.
Que l’intention de Bédié ait été fondée ou non en vue de fournir un moyen d’exclusion de son adversaire politique Alassane Ouattara, il n’en demeure pas moins que l’instrumentalisation politique du concept d’ivoirité a alimenté une polémique délétère qui a divisé le pays et mené à la guerre civile. Voici la perception qu’en avait le chef d’État du Burkina-Faso, Blaise Compaoré, avant que n’éclate la guerre en 2002; « Il vaut mieux que les Ivoiriens se préoccupent des causes réelles qui ont provoqué l’instabilité chez eux plutôt que chercher un facteur extérieur. Vous ne pouvez pas proclamer l’ivoirité, c’est-à-dire diviser les gens en citoyens de première et de deuxième classe, développer la xénophobie et ajouter à cela des élections imparfaites, sans fragiliser le pays. » Certains sont d'avis que ces communautés culturelles ancestrales que représentent les Dioulas, devraient plutôt nourrir une solidarité trans-frontalière propice à l'unification de cette région du continent.

#### Darsalamy
La ville de Darsalamy devient le refuge des érudits dioula vers la seconde moitié du XIXe siècle. Leur ancien chef-lieu, Bobo-Dioulasso fait cohabiter les populations bobo de tradition animiste et les Dioulas islamisés de longue date. Or, pour ces derniers, les mœurs païennes des Bobos ou de ceux pratiquant un islam peu orthodoxe (consommation d'alcool) va pousser une partie des Dioulas de Bobo-Dioulasso vers un espace où ils pourront partager un Islam plus strict qu'ils établissent à Darsalamy.

#### La tradition orale
L'histoire des Dioulas de Kong telle que rapportée notamment dans la tradition orale fait l'objet d'études approfondies dont celle de Jean Derive; Parole et Pouvoir chez les Dioula de Kong, ainsi que celle plus récente menée en 2006 par Georges Niamkey Kodjo; Le Royaume de Kong, Côte d'Ivoire: des origines à la fin du XIXe siècle. Cette recherche  qui  procède par la voie d'une table ronde en vue de recueillir un patrimoine à la fois oral et transcrit par plusieurs générations de la lignée des Traoré (XVI et XVIIIème s.) puis celle  Ouattara (à partir du XIIIe siècle). L'auteur de cette vaste étude estime que l'élément le plus déterminant de sa recherche émane d'une lettre écrite par l'imam Marhaba appartenant à Karamoko Ouattara, souverain de Kong en 1976, et qui lui a permis de remonter jusqu'au premier Mahama Watara qui fut le conseiller personnel de Solo Mori, l'un des derniers rois de Kong.
L'étude de Derive quant à elle, mesure le rapport de force qui s'édifie entre les tenants du pouvoir de parole chez les Dioulas de Kong, et qui se décline entre les hommes (voire les femmes) des plus âgés aux plus jeunes, entre les hommes et les femmes et entre les deux principaux groupes sociaux de Kong, sortes de castes issues des citoyens libres d'une part, les horon, et de l'autre, les woloso, anciens captifs domestiques. La famille des Ouattara détient quant à elle la totalité de la puissance coutumière, alors que les Baro et les Saganogo détiennent le pouvoir religieux, l'Islam étant la religion officielle de l'ensemble de la population dioula de Kong. Alors que nous pourrions considérer que le pouvoir de parole revient de façon assez générale à l'élite, Dérive nous fait cependant remarquer que l'âge demeure l'ascendant le plus fort; « De ce point de vue, l'âge offre un trait discriminatoire commode, puisque, même s'il y a égalité quant à tous les autres traits (identité de sexe, de caste, familles de prestige équivalent), il y a toujours un aîné et un cadet, même si la différence est très ténue  ». Mais certaines manifestations coutumières demeurent l'apanage des hommes d'âge mûr et d'un rang social élevé comme le récit historico-légendaire, le ko koro. Cependant, en faisant de l'âge un critère de supériorité hiérarchique, la culture dioula dissout d'une certaine façon les inégalités sociales établies depuis plusieurs générations et permet un équilibre des pouvoirs que confère la parole dans cette société traditionnelle.

## Islam
Dans l'espace manding, l'islam a joué un rôle majeur dans édification des centres commerciaux qui structurent l'Empire, et pour lesquels les Dioulas occupaient une position dominante avec les Wangara et les Soninké. L'historien Élikia M'Bokolo y conçoit un lien inextricable entre cette religion et le commerce : «  la communauté de la foi allaient générer, par des processus très durables, la construction d'identités particulières et irréductibles, celle des Dyula d'abord, puis celle des Hausa, identifiées l'une et l'autre d'une manière indissoluble à l'association du commerce et de l'Islam ».
En revanche, les Dioulas étaient attachés à garder le monopole, au sein des sociétés animistes dans laquelle elle vivait, de leur statut spécial qui leur conférait le privilège du commerce de longue distance et même de la confection d’amulettes. En conséquence, jusqu'au début du XXe siècle, les Dioulas, qui constituaient la principale communauté musulmane du pays en Côte d'Ivoire, et n'avaient guère cherché à convertir autour d'eux les non-musulmans. 
Cette réticence explique que les Dioula aient embrassé la tradition islamique d'Al-Hadj Salim Souari, dominante dans l’ère ouest-africaine mandé, qui reconnait précisément le pluralisme religieux et légitime l’accommodation des musulmans dans les sociétés et les États infidèles.
Dans toute l'Afrique occidentale, les Dioulas n'en ont été finalement pas moins de grands propagateurs de l'islam et de d'une langue véhiculaire mandée favorisant les échanges commerciaux, changeant les fondements identitaires des peuples auparavant structurés par leurs propres langues et religions traditionnelles africaines. Ainsi, dans différentes régions, être musulman, c’était soit être Dioula, soit être « dioulaïsé » pour les convertis. « Dioula » est ainsi devenu synonyme de « musulman ».
La plupart des Dioulas de Kong sont affiliés à deux confréries : la Qadiriyya représentée par les Saganogo et la Tijaniyya représentée par les Diané. Longtemps surtout présent dans les zones urbaines, l'islam se propage, depuis le XXe siècle, dans les populations rurales agricoles : la plupart des villages et des voies commerciales du territoire dioula se sont dotés de mosquées et la ville de Bobo-Dioulasso qui ne comptait que deux mosquées en 1913, en dénombre 36 en 1956.

## Patronymes
Ces patronymes sont ceux portés par les Bambaras et les Malinkés (avec des variantes d'un même nom en anglais, français et selon les enregistrements d'état-civil) :
B : Bagayoko/Bakayoko ; Bamba ; Berthé; 
C : Camara/Comara/Kamara ; Coulibaly/Koolibally Koulibali/Kulibali ; Cissé/Sisse
D : Dagnogo Daho Diabagaté Diaby Diané Diarra Diarrasoiba Diomandé ; Diabaté ; Doumbia/Doumbouya ; Dosso
F : Fadiga ; Fakoly ; Fofana
G : Gbané
K : Kanaté ; Kanté ; Kamagaté ; Kamaté ; Karamogo/Karamoko ; Keita Komara Konaté Koné Koma Koroma Kouyaté Kourouma   
O : Ouattara/Wattara
S : Soumaré Samaké Sanogo Savané  Souaré Soumahoro Sylla
T : Timité Touré Traoré